# Erich Graf von Zeppelin

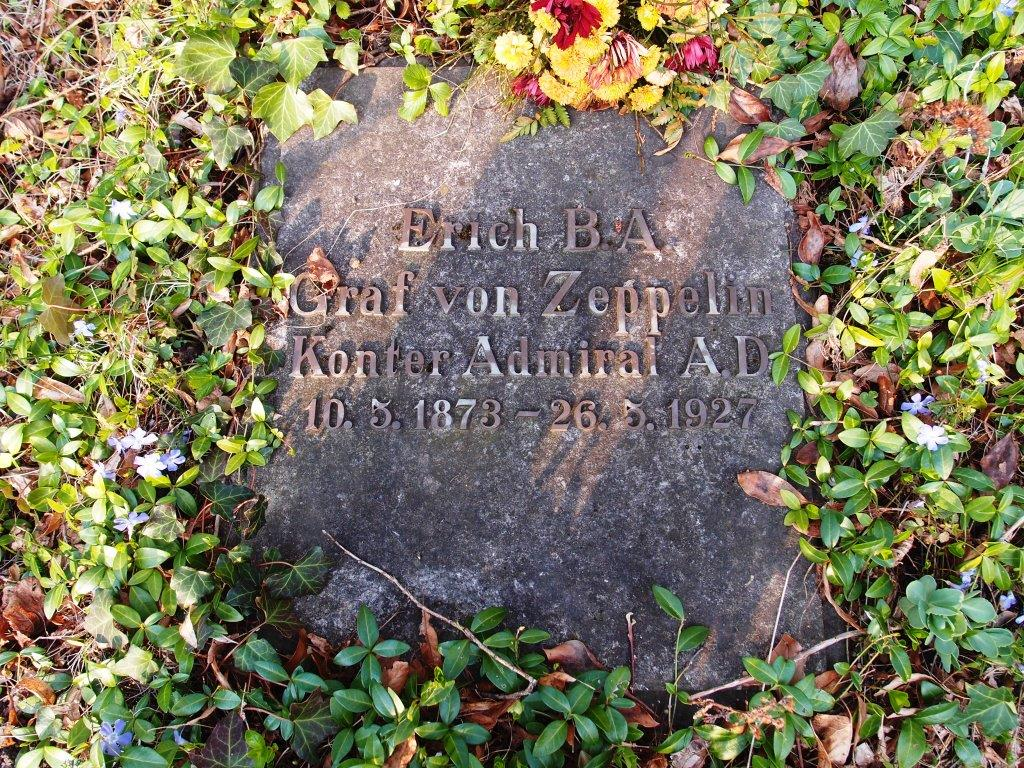
Grab von Erich von Zeppelin auf dem Hauptfriedhof in Konstanz

Erich Boris Adolf Graf von Zeppelin (* 10. Mai 1873 zu Ebersberg im Kanton Thurgau in der Schweiz; † 25. Mai 1927 in Berlin) war ein deutscher Seeoffizier in der Kaiserlichen Marine und Reichsmarine, zuletzt Konteradmiral der Reichsmarine.

## Leben
Erich von Zeppelin war der zweitälteste Sohn von Eberhard von Zeppelin.
Erich von Zeppelin trat am 10. April 1891 in die Kaiserliche Marine ein. Am 11. April 1894 wurde er Seekadett und war im gleichen Jahr an der Marineschule. Am 20. September 1894 wurde er zum Unterleutnant zur See befördert und war 1895 in der II. Matrosendivision. Am 12. April 1896 zum Leutnant zur See befördert, diente er 1896 als Signaloffizier im Kreuzergeschwader unter Vizeadmiral Otto von Diederichs. 1899 war er zur Verfügung des Inspekteurs der II. Marineinspektion in Wilhelmshaven.
Am 7. Februar 1903 wurde er zum Kapitänleutnant befördert, war er 1904 im Reichsmarineamt. Hier war er Adjutant des Staatssekretärs, Admiral Alfred von Tirpitz, und zugleich der Zentralabteilung des Reichsmarineamtes zugeteilt. 1907 war er als Navigationsoffizier auf der Zähringen und blieb dies bis 1908. Am 13. Oktober 1908 wurde er zum Korvettenkapitän befördert, war von 1908 bis 1910 Erster Offizier auf der Scharnhorst. 1911 zur Verfügung des Chefs der Marinestation der Ostsee gesetzt, war er 1912 Kommandeur der 3. Abteilung der II. Matrosendivision. Von Oktober 1912 bis April 1914 war er, ab 15. November 1913 als Fregattenkapitän, Kommandant des Avisos Zieten, das zum Fischereischutz eingesetzt wurde.
Im Juni 1914 war er als Marineattaché für Frankreich vorgesehen, konnte die Stelle aber aufgrund des Kriegsausbruchs nicht antreten. Als Fregattenkapitän war er vom 4. August 1914 bis Dezember 1914 Kommandant des wieder reaktivierten Kleinen Kreuzers Medusa. Unter ihm diente der spätere Kapitän zur See der Kriegsmarine Hans Langsdorff. In dieser Zeit war das Schiff ein Bestandteil der Hafenflottille der Elbe und verrichtete Sicherungs- und Vorpostendienst. Im November 1914 wurde er zusätzlich Chef der Hafenflottille der Elbe. Ab Dezember 1914 war er gleichzeitig bis August 1915 Kommandant des ebenfalls zur Hafenflottille der Elbe gehörenden Kleinen Kreuzers Nymphe und wechselte dann bis Januar 1916 als Kommandant auf das Küstenpanzerschiff Hildebrand. Zum 17. Januar 1916 wurde er zum Kapitän zur See befördert. Zum Ende des Ersten Weltkriegs war er Chef der Vorpostenflottille der Elbe, die Mitte Juni 1917 aus der Hafenflottille der Elbe hervorgegangen war.
Er war militärisches Mitglied des Reichsmilitärgerichts und war Rechtsritter des Johanniterordens.
Zum 29. Juni 1920 wurde er mit dem Charakter als Konteradmiral in den Ruhestand versetzt.
Später wohnte er in Deersheim, Kreis Halberstadt, dann in Berlin, Windscheidstraße 40.

## Auszeichnungen (Auswahl)
1916 war von Zeppelin u. a. mit folgenden Auszeichnungen ausgezeichnet worden:
- Roter Adlerorden 4. Klasse
- Kronenorden 4. Klasse
- Eisernes Kreuz 2. Klasse
- Königlich Bayerischer Militärverdienstorden 4. Klasse
- Hanseatenkreuz
- Verdienstorden Philipps des Großmütigen, Ritterkreuz 1. Klasse
- Königlich Württembergischer Orden der Württembergischen Krone, Ehrenkreuz mit Schwertern
- Königlich Württembergischer Friedrichs-Orden, Ritterkreuz 1. Klasse